# Hydriomena picturata
Hydriomena picturata är en fjärilsart som beskrevs av William Schaus 1912. Hydriomena picturata ingår i släktet Hydriomena och familjen mätare. Inga underarter finns listade i Catalogue of Life.